# Botryllus pupureus
Botryllus pupureus är en sjöpungsart som först beskrevs av Asajiro Oka 1932.  Botryllus pupureus ingår i släktet Botryllus och familjen Styelidae. Inga underarter finns listade.